# Мехмет Гунсур
Мехмет Гунсур (тур. Mehmet Günsür; 8. мај 1975, Истанбул, Турска) је турски модел, глумац и продуцент. Његове најпознатије улоге су као Тарик у филму Unutursam Fısılda, и као Принц Мустафа у серији Сулејман Величанствени.

## Биографија
Гунсур је прво радио као конобар и после као модел, пре него што је постао глумац. Дипломирао је италијанску високу гимназију. Од његових серија и филмова, појавио се у неколико италијанских, турских, и у неким америчким филмовима. Његова најпознатија улога је дефинитивно као Принц Мустафа у турској серији Сулејман Величанствени.
Добио је неколико награда за своје улоге.

## Филмографија
- Geçmiş Bahar Mimozaları (1989)
- Hamam (1997)
- Hayal Kurma Oyunları (1999)
- Don Matteo
- Amici di Gesù - Giuda, Gli (2001)
- Amici di Gesù - Tommaso, Gli (2001)
- L Italiano (2002)
- Pilli Bebek (2003)
- Il Papa Buono (2003)
- O Şimdi Asker (2003)
- Kasırga İnsanları (2004)
- Beyaz Gelincik (2005-2007)
- Istanbul Tales (2005)
- Fall Down Dead (2007)
- Ses (2010)
- Aşk Tesadüfleri Sever (2011)
- Muhteşem Yüzyıl (2012-2014)
- Unutursam Fısılda (2014)
- Fi (2017)